# Орловка (Иркутская область)
Орловка — деревня в Жигаловском районе Иркутской области России. Входит в состав Тутурского сельского поселения.

## География
Находится на правом берегу реки Лена, непосредственно восточнее районного центра, посёлка Жигалово. Код ОКАТО — 25206834004.

## Население
| 2002 | 2010 | 2011 | 2012 |
| ---- | ---- | ---- | ---- |
| 50   | ↘39  | →39  | ↗40  |

По данным Всероссийской переписи, в 2010 году численность населения деревни составляла 39 человек (20 мужчин и 19 женщин).

## Улицы
Уличная сеть деревни состоит из 2 улиц (ул. Набережная и ул. Заречная).